# Grassy Park
Pour les articles homonymes, voir Grassy.
Grassy Park est un faubourg  de la ville du Cap en Afrique du Sud situé dans le secteur des Cape Flats sur la côte de False Bay. 

## Localisation
Grassy Park est situé au sud-est de la ville du Cap entre Muizenberg à l'ouest, Philippi à l'est et la côte de False Bay au sud.

## Quartiers
Grassy Park se compose de 6 localités et townships : Grassy Park SP, Lotus River, Parkwood, Pelikan Heights, Pelikan Park et Zeekoei Vlei.

## Démographie
Selon le recensement de 2011, Grassy Park compte 82 199 habitants, essentiellement issus de la communauté coloured (87,41 %). Les noirs représentent 6,22 % des habitants, devant les  indo-asiatiques (3,11 %) et les blancs (0,59 %). Ces derniers très minoritaires sur l'ensemble du secteur résident principalement à Zeekoei Vlei où ils représentent 39,90 % des résidents devant les coloureds (36,10 %).
Les langues maternelles dominantes sont l'anglais sud-africain (57,87 %) devant l'afrikaans (37,85 %) et  le xhosa (1,78 %). 

## Historique
Grassy Park a commencé à se développer dans les années 1900 dans le secteur nord de Zeekoevlei. À cette époque, la région est très rurale et est administrée par le Conseil divisionnaire du Cap. En 1935, le secteur obtient un statut lui permettant l'accès aux services municipaux via l'imposition de ses résidents. 
Décrit un temps comme le dépotoir de l'apartheid, le secteur de Grassy Park, alors appelé Koek se bos est affecté, en application du Group Areas Act, à la population non blanche de classe populaire à partir des années 1950. Des milliers de personnes aux revenus modestes sont ainsi déplacés vers Grassy Park en provenance de Bergvliet, Bishopscourt, Claremont, Constantia, Newlands, Rondebosch, District Six, Salt River, Tokai, Woodstock et Wynberg. À l'inverse et pour les mêmes raisons, de nombreuses familles blanches doivent quitter le secteur de Princess Vlei pour que puissent émerger les nouveaux quartiers comme Grassy Park, Lavender Hill, Lotus River, Steenberg et Retreat.
Durant les années 80, la situation sociale se détériore et Grassy Park devient synonyme de ghetto urbain ravagé par le gangstérisme et la toxicomanie.
En 1996, Grassy Park passe sous la gestion de la nouvelle municipalité du Sud de la Péninsule puis en 2000 est rattaché à la métropole du Cap.

## Politique
Les quartiers de Grassy Park se partagent entre le 18e arrondissement (sub council 18) et le 19e arrondissement (sub council 19) du Cap. Ils se partagent également entre 4 circonscriptions municipales : 
- la circonscription municipale no 65 (Grassy Park - Lotus River) dont le conseiller municipal est Leslie Isaacs (DA)[3].
- la circonscription municipale no 66 (Lotus River au sud de Carrol Road, George Road, à l'ouest de Strandfontein Road, au nord de Klip Road, à l'est de Acacia Road - Ottery - Parkwood) dont le conseiller municipal est Melanie Arendse (DA)[4].
- la circonscription municipale no 67 (Eagle Park - Lotus River au sud de Oribi, à l'ouest de Strandfontein Road, au nord de Bosbok, à l'est de Grysbok, au sud de 9th, à l'ouest de Canal, au nord de  Fisherman et à l'est de Lake - Pelican Heights - Pelican Park - Seawinds - Vrygrond - Zeekoeivlei) dont le conseiller municipal est Shaun August (DA)[5].
- la circonscription municipale no 110 (Parkwood - Lavender Hill à l'ouest de 14th Avenue, au nord de St Bernard Avenue, St Christopher Avenue & Hek Street, à l'est de Prince George Drive - Retreat - Grassy Park) dont le conseiller municipal est Shanen Rossouw (DA)[6].

## Tourisme

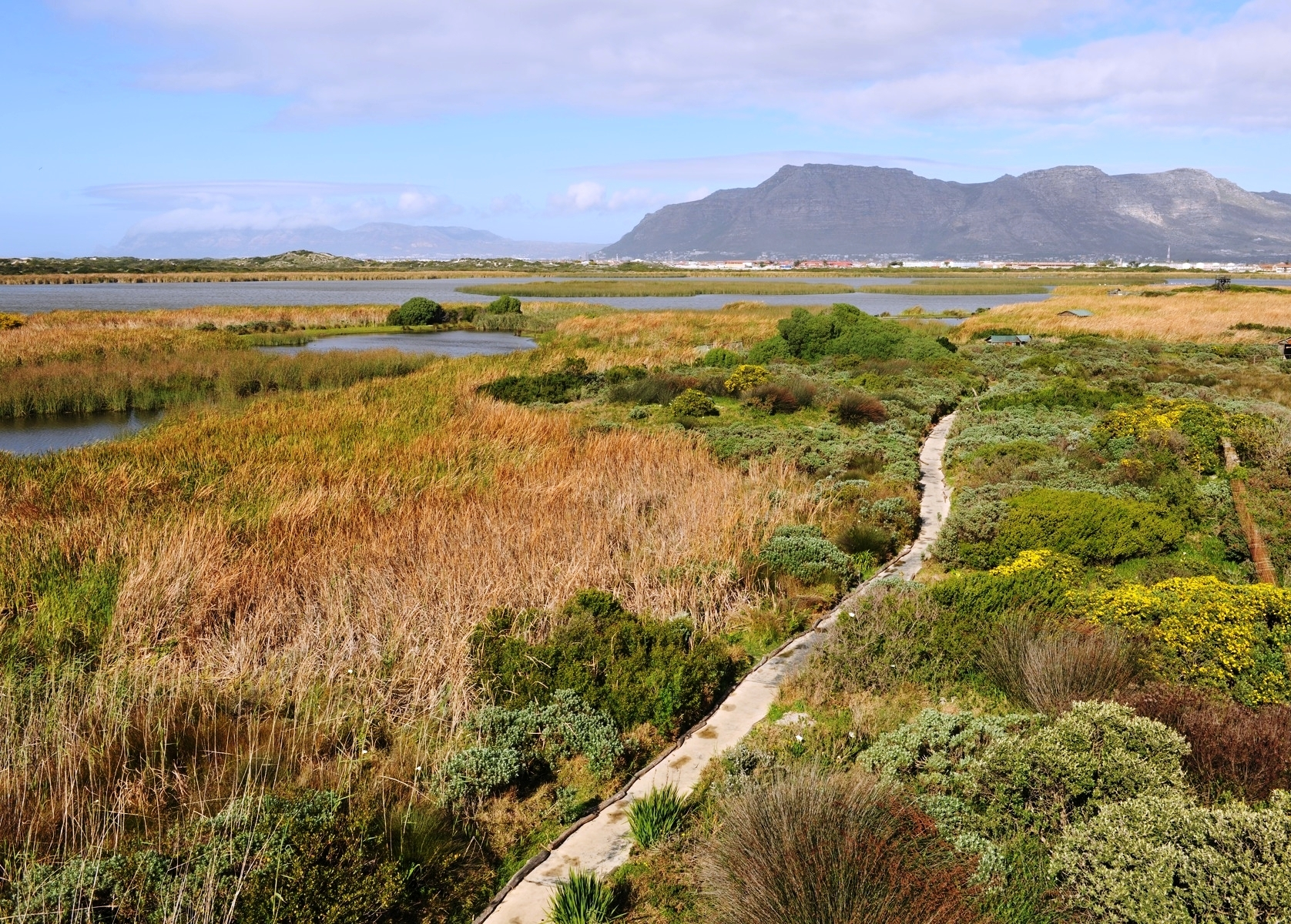
La réserve naturelle de Rondevlei

La réserve naturelle ornithologique de Rondevlei est située à Grassy Park. Créée en 1952, cette réserve de 300 hectares est proche de quelques dizaines de kilomètres de la ville de Muizenberg.